# Dawid Woliński
Dawid Woliński (ur. 12 marca 1977 we Włocławku) – polski projektant mody i stylista.

## Życiorys

### Edukacja
Do 2000 mieszkał we Włocławku, gdzie uczęszczał do Prywatnego Liceum Plastycznego. Studiował na Akademii Sztuk Pięknych w Łodzi oraz w Szkole Projektowania Ubioru i Kostiumu Filmowego w Warszawie.

### Kariera
W październiku 2003 zadebiutował swoją autorską kolekcją odzieży. Rok później pokazał kolekcję ubrań „wiosna/lato 2005”, którą zaprezentował podczas Fashion Week w Lizbonie. Kolekcja zdobyła duże uznanie krytyków, a po jego projekty zaczęli zgłaszać się znani styliści z Anglii, Francji i Hiszpanii. Wkrótce kreacje z metką Dawida Wolińskiego pojawiły się okładkach niemieckiej i portugalskiej edycji magazynu „Elle”. Po nowojorskim debiucie z 2006 podpisał kontrakt z ekskluzywnym butikiem Tracey Ross and Maxfield w Los Angeles. W 2007 był ambasdorem marki Rexona Crystal i twarzą kampanii pod hasłem Zapomnij o białych śladach. Pokaz z 2007 przyniósł mu nagrodę magazynu „Twój Styl” w kategorii „Doskonałość Mody”, a w 2009 otrzymał nagrodę polskiej edycji magazynu „Elle” w kategorii „Debiut roku”. Zaprojektowane przez niego kreacje noszą polskie osobowości sceny, ekranu i estrady, w tym m.in.: Grażyna Torbicka, Grażyna Szapołowska, Kayah, Małgorzata Kożuchowska, Anna Mucha, a także zagraniczne celebrytki, takie jak np. Paris Hilton, Nicole Richie i Dita von Teese. Jego atelier mieści się na warszawskim Mokotowie.
W 2008 wystąpił w serialu 1-2-3 Moskau!. W 2010 nawiązał współpracę ze stacją telewizyjną TVN; zasiada w jury polskiej edycji programu Top Model. Zostań Modelką!, był (z Marcinem Tyszką) bohaterem reality show Woli & Tysio na pokładzie (2012) oraz gościł w programach Dzień dobry TVN i Kuba Wojewódzki.
W 2011 wspólnie z Krystyną Jandą wziął udział w kampanii reklamowej pod hasłem Twój Głos ma Sens.

### Życie prywatne
Z byłą partnerką, Barbarą, ma córkę Oliwię (ur. 1996).

## Kontrowersje
W drugim sezonie programu Top Model sprawdził autentyczność piersi Angeliki Fajcht, jednej z uczestniczek programu, dotykając ich. Zachowanie Wolińskiego wywołało falę oburzenia od widzów, od których Krajowa Rada Radiofonii i Telewizji zaczęła otrzymywać skargi. Elżbieta Radziszewska, ówczesna pełnomocnik rządu ds. równego traktowania, wystąpiła do KRRiT oraz telewizji TVN z prośbą o wytłumaczenie producentów programu w sprawie działania Wolińskiego. Za poniżające modelkę zachowanie Wolińskiego oraz za promowanie nagości stacja musiała zapłacić karę w wysokości 150 tys. zł.